# Desa Cinangka (administrativ by i Indonesien, Jawa Barat, lat -6,37, long 106,76)
Desa Cinangka är en administrativ by i Indonesien.   Den ligger i provinsen Jawa Barat, i den västra delen av landet, 20 km sydväst om huvudstaden Jakarta.